# I Will Not Bow
I Will Not Bow è un singolo del gruppo musicale statunitense Breaking Benjamin, pubblicato nel 2009 ed estratto dell'album Dear Agony.
La canzone è presente nel film Il mondo dei replicanti.

## Tracce
1. I Will Not Bow (Album version) – 3:38
2. I Will Not Bow – 3:36
3. I Will Not Bow – 3:13
4. Call-Out Hook – 0:08